# 坂本金弥
坂本 金弥（さかもと きんや、元治2年2月16日（1865年3月13日） - 1923年（大正12年）10月22日）は、現在の岡山県岡山市出身の政治家・実業家・新聞発行者・代言人（弁護士）。明治時代から大正時代にかけて、衆議院議員を7期務めた。また、実業家としても活動しており、主に帯江鉱山の経営者として知られる。この他にも、銀行業・紡績業の分野でも実業家として活動した。加えて、政治思想の主張のために新聞発行も行っており、山陽新聞の前身の一つである中国民報を創刊したことでも知られる。

## 略歴

### 青年期
1865年3月13日（元治2年2月16日）に、備前国岡山城下に生まれる。父は、岡山藩士・坂本弥七郎で長男だった。明治維新後、岡山商法講習所・大阪仏蘭西法律塾を経て同志社英学校で新島襄に学ぶ。その後は、代言人（弁護士）として働いていたが、この時期に帯江鉱山に関わる係争に携わった。この際に、鉱山経営に興味を持ったとされている。

### 実業家として
1891年（明治24年）、坂本26歳の時に、三菱合資会社（現在の三菱マテリアル）から、都宇郡中庄村の帯江鉱山を僅か3400円で購入。これは、三菱が数年前に購入した額の2割に満たない額である。この時、坂本は資金のほとんどを銀行からの借り入れで賄ったとされる。坂本は、旧式の採掘方法を改め最新式の手法を導入するなど、近代化に努め帯江鉱山の採掘量向上を達成。鉱山運営の近代化を推し進めたことから経営的にも成功し、1909年（明治42年）には、岡山県下第2位の銅山、日本全国でも5本の指に入る日本屈指の銅山へと成長させている（帯江鉱山の詳細は帯江鉱山の項目を参照のこと）。また途中までは坂本の個人経営であったが、1906年（明治39年）に坂本合資会社を設立し、法人経営を行っている。1904年（明治37年）には、岡山県多額納税者の第7位にランクされるなど栄華を極めた。しかしながら、帯江鉱山の採鉱量は1910年代に入ると急落し、採算性は大きく悪化する。後述する他業種での経営失敗の影響もあって、坂本は藤田組（現在のDOWAホールディングス）に帯江鉱山を売却、鉱山経営から身を引いた。
鉱山経営と並行して、その他の業種にも進出している。1895年（明治28年）に銀行条例の改正を受けて銀行経営に乗り出す。この時には、地主ら有力者が銀行経営に乗り出しており、1900年（明治33年）までに岡山県下だけで53行も設立されている。坂本は、1896年（明治29年）友人らと共同で御野銀行（みのぎんこう）を設立。設立時の資本金は5万円、本店は御野郡石井村（現在の岡山市北区下石井）にあった。しかしながら、日清戦争後の反動不況、その後の金融不況のあおりを受けて、貸付金の焦げ付きが起こる。これに呼応され、1901年（明治34年）8月には取り付け騒ぎが発生、破産宣告に至った。僅か5年の銀行経営であった。
更に、浅口郡玉島村に存在していた玉島紡績所を買収。同社は、元々岡山県の紡績所としては最古参となる紡績所で、1898年（明治31年）に2万5600個もの紡錘を導入するなど規模拡大をしたが、この際の過度の借入が原因で翌1899年（明治32年）には破産した。それを坂本が買収、吉備紡績所と改称して運営されることとなった。しかしながら、中国向け輸出が不振で、同紡績所は1908年（明治41年）には三井物産及び二十二銀行（安田銀行・富士銀行・みずほ銀行の前身の一つ）の管理下に入り、同年中に倉敷紡績に売却された。

### 新聞発行者として
坂本はもともと急進的な政治思想を持っており、その政治思想を主張するために新聞発行も行っている。1889年（明治22年）2月6日に創刊された自由党の機関紙「岡山日報」を資金面で援助した。同新聞社の社長に山崎弥平、主筆に植木枝盛を招いた。ただし、山崎は短期間で退き、坂本が同社社長となっている。しかしながら、大同団結運動が分裂し、板垣退助が愛国公党を結党するなどしたことを受けて、坂本も岡山日報から退く。1891年（明治24年）に、新たな隔週機関紙「進歩」を刊行するも、論調の過激さから発禁処分となり僅か9号で廃刊となった。
1892年（明治25年）には、日刊新聞「中国民報」を創刊した。同社の本社は、岡山県岡山市東中山下（現在の岡山市北区中山下）にあった。同紙は、坂本の政治主張を反映した機関紙の色が強く、後に山陽新報と激しい言論合戦、販売合戦を繰り広げることとなる。後述するように坂本は政治家としても活動するが、1912年（大正元年）末に第3次桂内閣が立ち上がった頃に、これまで対立していた立憲同志会へと突如鞍替えしたことで、地元岡山での人気が大きく落ち、中国民報の売り上げも激減した。この時の発行部数の落ち込みは大きかったようで、当時の中国民報主筆が「新聞は3部刷ればよい。1部は納本用、1部は社長宅、1部は保存用。」と述べるほどであった。このため、中国民報の経営は大きく傾き、1913年（大正2年）に会社を大原孫三郎に売却した。売却額は、5万円だった。

### 政治家として
政治志向の強かった坂本は、政治同好会として鶴明会を結成。これを発展・組織拡大させ、備作同好倶楽部を立ち上げる。1894年（明治27年）、犬養毅らと共に地域政党として中国進歩党を結成。同年中に、岡山市から岡山県会議員に立候補し当選した。岡山県会議員を約4年間勤めた後、1898年（明治31年）の第5回衆議院議員総選挙に岡山1区で立候補。第4回衆議院議員総選挙後に中国進歩党は解党しており、進歩党へと合流。坂本も犬養らと同じく進歩党に移籍した。これに当選し、衆議院議員となる。第7回衆議院議員総選挙以降は落選していたが、2年後の第9回衆議院議員総選挙で再び議員となる。これ以降、1920年の第14回衆議院議員総選挙で不出馬となるまで、当選7回を数え、衆議院議員を計20年務めた。議員となった後は、同郷の政治家・犬養毅と行動を共にし、憲政党・憲政本党・立憲国民党と政党を移籍している。
1906年（明治39年）11月には、岡山・後楽園を借り切って園遊会を行う。この園遊会では、坂本合資会社開業と中国民報の本社増改築披露を兼ねて行われた。この園遊会には、1500人もの招待客がいたという。1912年（大正元年）に第2次西園寺内閣が倒れ、第3次桂内閣が立ち上がると、これまで行動を共にしていた犬養毅と突如袂を分かつ。桂太郎の率いる立憲同志会へと移籍し、同党の幹事長に就任した。しかし、犬養毅人気の高かった地元・岡山では、この事が原因で人気を大きく落とし、坂本の実業家としての業績にも大きな打撃を与えた。岡山での人気は落ちたものの、これ以降の2回の衆議院議員選挙（第12回・第13回）では当選しており、1920年まで衆議院議員を務めた。

### 晩年
政治家を引退した後は、岡山市古京町荒手に邸宅を構え、骨董などを嗜んでいた。政治家を引退してから3年後、1923年（大正12年）10月22日に死去。58歳没。墓地は、岡山市内に所在している。
坂本の死後、1924年（大正13年）10月17日に、坂本の膨大な遺産が競売にかけられた。坂本邸宅の長屋門は、日産コンツェルン総帥・鮎川義介が落札。その後何度か移築され、現在は東京都世田谷区の指定文化財となっている。
また、1936年（昭和11年）に坂本の興した中国民報はかつてのライバルであった山陽新報と合併し、「山陽中国合同新聞」となった。同紙は1948年（昭和23年）に「山陽新聞」となった。

## 人物
坂本は、急進的な政治志向で知られた。特に、反権力・反藩閥政治を主張していた。同郷の政治家で、後に内閣総理大臣となる犬養毅と行動を共にすることが多かった。地元・岡山で人気の高かった犬養と蜜月関係にあった際には坂本の人気も高く、岡山の有力政治家に数えられる人物であった。しかしながら、犬養とは1913年（大正2年）に袂を分かち、これが原因で、坂本の人気は急落したといわれる。自身の政治主張を広めるために、いくつもの新聞を発行したが、最も長期間発行した「中国民報」も前述の犬養との決別による人気急降下の影響で手放すことになった。
実業家としても、新聞のほかに鉱山経営や銀行経営・紡績所経営をおこなっていたが、帯江鉱山の経営に成功した以外は短期間で失敗に終わっている。結局、犬養と決別した1913年（大正2年）以降は、帯江鉱山や中国民報の売却を行って、会社経営からは身を引いている。
坂本は、岡山藩筆頭家老だった伊木忠澄（伊木三猿斎）の下屋敷（荒手屋敷）を1905年（明治38年）に購入し、私邸としていた。この私邸は後楽園の下手・旭川沿いにあり、総面積14000平方メートルを誇る大邸宅であり、長屋門や茶室もあった。この大邸宅で坂本は、書画などの骨董品の収集を楽しんでおり、収集家としても知られる人物だった。坂本の死後、骨董品のみならずこれらの邸宅についても競売にかけられた。この競売のために集まった骨董商によって、岡山市街は賑わったといわれる。長屋門は日産コンツェルン総帥・鮎川義介が落札。この他の建物も移築されており、旭川沿いの料亭などの建物として用いられている。この邸宅の建っていた敷地は、1934年（昭和9年）の室戸台風による岡山市街浸水に伴って行われた旭川の改修によって敷地自体が撤去され、旭川の川底となり現存していない。